# Reciprozaag

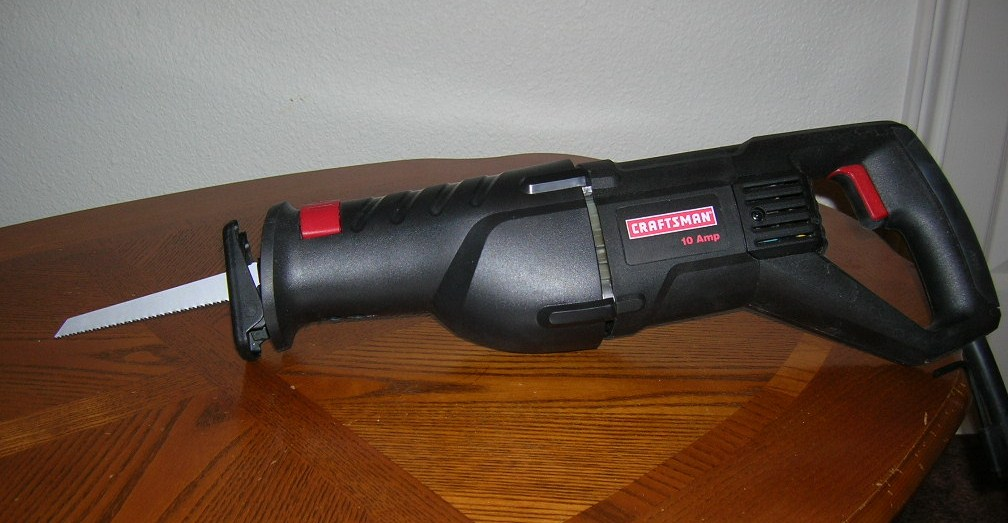
Reciprozaag.

Een reciprozaag of reciprozaagmachine is een langwerpig gereedschap, met op het einde een zaagblad.
Het zaagblad wordt heen en weer bewogen door een elektromotor, net zoals bij de decoupeerzaag. De reciprozaag heeft meestal een sterkere motor die ook meer toeren maakt dan een gewone decoupeerzaag.
De reciprozaag wordt gebruikt om takken door te zagen, of metalen buizen, of tijdens sloopwerkzaamheden om deurposten door te zagen, etc.
Soms is het zaagblad flexibel, zodat een buis die uit de muur steekt, gelijk met de muur afgezaagd kan worden.